# Марта Робі
Марта Дубіна Робі (англ. Martha Dubina Roby; нар. 26 липня 1976, Монтґомері, Алабама) — американський політик, член Республіканської партії. З січня 2011 року вона представляє 2-й округ штату Алабама у Палаті представників США.
Вона є дочкою судді Джоела Ф. Дубіна, головуючого судді в апеляційному суді. Робі закінчила Нью-Йоркський університет, де отримала ступінь бакалавра музики. Потім вона навчалась у Камберлендській школі права у Бірмінгемі (штат Алабама), яку вона закінчила у 2001 році. Вона працювала у юридичній фірмі, у 2003 році була обрана до міської ради Монтґомері.